# Война на Ближнем Востоке (с 2023)
Война на Ближнем Востоке началась 7 октября 2023 года с вторжения в Израиль группировки ХАМАС. В ответ Израиль 27 октября вторгся в контролируемый ХАМАС сектор Газа и к концу мая 2024 года взял под контроль большую часть его территории, включая Филадельфийский коридор на границе с Египтом.
Боевые действия не ограничились территорией сектора Газа и прилегающей к нему территорией Израиля.
В войне на стороне ХАМАС приняли участие Иран и подконтрольные ему шиитские группировки — ливанская «Хезболла», йеменские хуситы и иракские шиитские формирования, начавшие систематические обстрелы территории Израиля ракетами и дронами. Кроме этого, хуситы блокировали Баб-эль-Мандебский пролив, систематически нападая на суда, которые они объявляли имеющими отношение к Израилю или идущие в израильский порт Эйлат на Красном море. В попытках проникновения на территорию Израиля через ливанскую границу и терактах на Западном берегу Иордана приняли участие союзные ХАМАС палестинские группировки, в том числе Палестинский исламский джихад.
Израиль в ответ начал массовые бомбардировки ливанских территорий, подконтрольных «Хезболле», каналов снабжения оружием этой группировки в Сирии, а затем ввёл войска на приграничную ливанскую территорию, занятую «Хезболлой» вопреки Резолюции СБ ООН 1701. Также Израиль организовал массовые ликвидации членов ХАМАС и «Хезболлы», включая лидеров этих организаций вне зависимости от их местонахождения. С июля 2024 года Израиль проводил бомбардировки объектов хуситов на территории Йемена.
На стороне Израиля выступила военная коалиция во главе с США. Группа из 20 стран приняла участие в военной операции против хуситов с целью обеспечения безопасности морского судоходства в районе Красного моря. Кроме этого, вооружённые силы США, Великобритании и других стран оказали помощь Израилю в отражении ракетных атак, США систематически бомбили военные и инфраструктурные объекты хуситов. Иранский Корпус стражей исламской революции осуществил несколько обстрелов американских объектов в Ираке и Сирии.
В ноябре 2024 года Израиль с помощью посредников договорился о перемирии с «Хезболлой», а в результате падения режима Башара Асада в декабре 2024 года в Сирии иранская «ось сопротивления» оказалась существенно подорвана. 8 декабря 2024 года Израиль ввёл войска в демилитаризованную зону на линии разграничения с Сирией. Перемирие с «Хезболлой» продлилось до 22 марта 2025 года.
13 июня 2025 года Израиль начал полномасштабную военную операцию против Ирана под названием «Народ как лев», 22 июня к ней присоединились США. 24 июня стороны согласовали прекращение огня.

## Предыстория
В 1948 году после создания Государства Израиль в результате войны между евреями и арабами, населявшими территорию Палестины, часть палестинских арабов стали беженцами на территории сектора Газа. Эта территория находилась под контролем Египта с 1949 до 1967 года, когда в результате Шестидневной войны была занята Израилем. После срыва процесса мирного урегулирования арабо-израильского конфликта по соглашениям «Осло», Израиль в 2005 году в одностороннем порядке вышел из сектора Газа, уничтожив ранее созданные там поселения. В 2007 году ХАМАС, который занимает непримиримую позицию в отношении соглашений с Израилем, захватил власть в Газе в результате конфликта с Организацией освобождения Палестины. Это спровоцировало блокаду сектора со стороны Израиля и Египта и последующий многолетний конфликт.
Ограниченные вооружённые столкновения между Израилем и ХАМАС происходили в 2008, 2012, 2014 и 2021 году.

## Причины войны
Главной причиной нападения ХАМАС на Израиль стала нормализация отношений Израиля и стран арабского Востока, особенно планировавшееся подписание договора с Саудовской Аравией. Срыв этого процесса был основной целью атаки.
Востоковед Дмитрий Марьясис называет дополнительные причины нападения:
- внутриизраильский конфликт и раскол общества вокруг вопроса о судебной реформе;
- необходимость для ХАМАС показать успех перед спонсорами;
- необходимость эффективно использовать накопленное вооружение;
- символизм даты нападения — ровно через 50 лет после начала Войны Судного дня.

Со стороны Израиля, кроме упомянутого выше конфликта вокруг судебной реформы, нападению поспособствовало то, что в течение многих лет в отношении ХАМАС проводилась политика сдерживания без стремления покончить с его властью в Газе военным путём. В 2022 году при обострении конфликта на Западном берегу Иордана ХАМАС воздерживался от эскалации, подкрепляя сложившееся у израильских властей мнение о снижении уровня угрозы с его стороны. В течение сентября и первых дней октября 2023 года военным и политическим руководством был проигнорирован ряд сигналов об усилении военной активности ХАМАС и подготовке вторжения, свою роль сыграла вера в собственное технологическое превосходство и отвлечение внимания на растущую напряжённость на границе с Ливаном, где активизировалась группировка «Хезболла». Всё это привело к крупнейшему за 50 лет провалу израильской системы обеспечения безопасности.

## Война в Газе

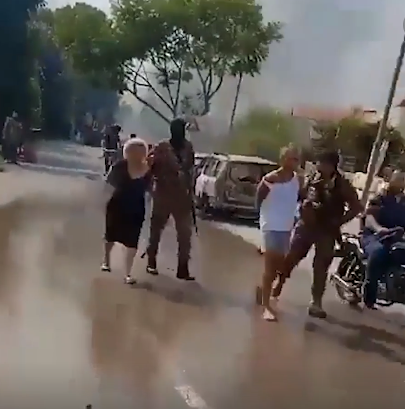
Захват заложников террористами ХАМАС 7 октября 2023 года

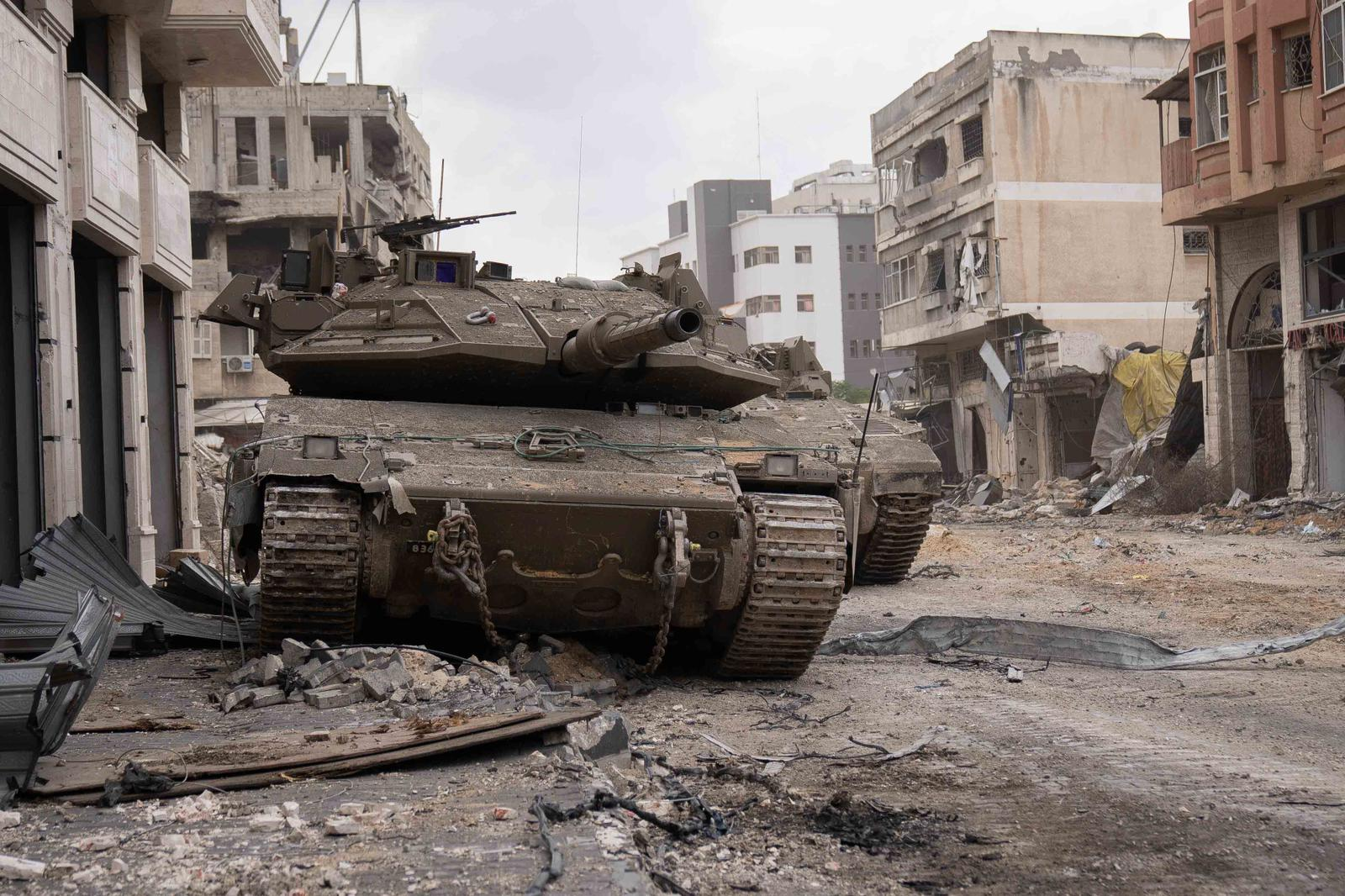
Израильский танк Меркава-4M в Газе

Война началась 7 октября 2023 года, когда ХАМАС и другие вооружённые группировки сектора Газа вторглись на территорию Израиля. Были атакованы и частично захвачены ряд населённых пунктов в окрестностях сектора Газа, включая город Сдерот. Кроме населённых пунктов, боевики атаковали ближайшие к границе израильские военные базы «Нахаль-Оз» и «Реим» (штаб дивизии Газа). Недалеко от кибуца Реим был атакован проводившийся там музыкальный фестиваль, где боевики ХАМАС убили 364 человека, 40 человек были похищены или пропали без вести. Всего в этот день в Израиле погибли более 1200 человек, ХАМАС захватил и похитил в Газу 253 заложника. Часть жертв подверглась сексуальному насилию, включая заложников. Среди погибших и заложников были также иностранцы и лица с двойным гражданством.
В ответ Израиль впервые за 50 лет объявил военное положение, призвал 300 тысяч резервистов и начал наносить авиаудары, а через несколько недель ввёл войска в сектор Газа. Операция продолжается по сей день, сопровождаясь значительными разрушениями и потерями с обеих сторон. С 13 октября, предупредив население северной части сектора о необходимости переместиться на юг, Израиль начал ответные точечные рейды.
27 октября Израиль приступил к полномасштабной наземной операции в Газе. За месяц интенсивных боёв в северной части сектора удалось разрушить масштабную военную инфраструктуру ХАМАС. 4-5 декабря израильская армия начала бои за город Хан-Юнис, 7 мая вошла в Рафах. В начале июня 2024 года Израиль взял под контроль Филадельфийский коридор, отделяющий сектор от Египта.
Израиль вывел из строя часть туннелей ХАМАС и других элементов их военной инфраструктуры. ХАМАС лишился прежнего ракетного потенциала и ряда известных лидеров. Глава Политбюро ХАМАС Исмаил Хания был убит в своей резиденции в Тегеране 31 июля 2024 года. Лидеры боевиков в Газе Яхья Синвар и Мохаммед Дейф также были убиты в ходе израильских атак. 
К октябрю 2024 года в Израиле насчитывалось более 800 погибших гражданских (почти все 7 октября 2023 года) и 726 солдат и офицеров. Всего с 7 октября 2023 года на начало апреля 2025 года в Израиле от обстрелов, терактов и боевых действий погибло более 1800 человек. В Газе на апрель 2025 года погибли не менее 46 000 человек, в том числе не менее 20 000 террористов, две трети всех зданий в Газе были повреждены или разрушены.
Большинство заложников были освобождены (в основном в ходе обменной сделки в конце ноября 2023 года), спасены или найдены мёртвыми. Ещё некоторое количество заложников и тел погибших были обменяны на большое число палестинских заключенных во время перемирия с 19 января по 1 марта 2025 года.
Срок первого этапа перемирия истек 1 марта 2025 года, договориться о переходе ко второму этапу не удалось. 18 марта 2025 года Израиль возобновил боевые действия в Газе. На 24 июля 2025 года 49 заложников, в том числе по израильским данным 22 живых и тела 27 погибших, всё ещё удерживались в Газе.

## Война Израиля с «Хезболлой»
После войны в Ливане 2006 года в соответствии с Резолюцией СБ ООН 1701 Израиль вывел свои войска с территории Ливана, а ливанская шиитская группировка «Хезболла» была обязана разоружиться. Между границей и рекой Литани была создана демилитаризованная зона с наблюдением со стороны миротворцев ООН. Однако «Хезболла» не только не выполнила условия резолюции, но и многократно нарастила свой боевой потенциал, в том числе в демилитаризованной зоне.
С 8 октября 2023 года «Хезболла» выступила на стороне ХАМАС и объявила Израилю войну. «Хезболла» начала атаковать вооружёнными группами израильскую границу и неизбирательно обстреливать населённые пункты, находящиеся на севере Израиля. К январю 2024 года из-за этих обстрелов было эвакуировано 96 тысяч жителей северного Израиля. Армия обороны Израиля предприняла ответные меры, нанося авиаудары по скоплению членов группировки, уничтожая также военную технику и оружие «Хезболлы». По оценкам, к середине декабря 2023 года от 20 до 60 тысяч жителей Южного Ливана эвакуировались на север страны самостоятельно или по приказу «Хезболлы».
17-18 сентября 2024 года в Ливане и Сирии произошли массовые взрывы коммуникационных устройств у членов «Хезболлы». 27 сентября в результате израильской бомбардировки был убит лидер «Хезболлы» Хасан Насралла. Также в ходе израильских атак был уничтожен почти весь высший командный состав организации.
В ночь с 30 сентября на 1 октября 2024 года Армия обороны Израиля начала наземную операцию и заняла примерно 5-километровую полосу вдоль границы на территории Ливана, где вела бои с подразделениями «Хезболлы» и уничтожала военную инфраструктуру этой организации (штабы, подземные тоннели, склады оружия). На начало октября 2024 года Израиль нанёс около 8000 ударов по территории Ливана и Сирии.
27 ноября было подписано соглашение о прекращении огня. 12 февраля оно было продлено до окончания Рамадана (29 марта). Соглашение о прекращении огня на основе резолюции ООН 1701 вынудило «Хезболлу» отступить за реку Литани. Это уменьшило её возможности в отношении обстрелов Израиля и в целом интенсивного участия в конфликте с Израилем, что оценивается экспертами как стратегическое поражение «Хезболлы». К 18 февраля 2025 года израильская армия была выведена с территории Ливана, за исключением пяти опорных пунктов.
Потери «Хезболлы» составили около 4000 погибших боевиков. По данным саудовского телеканала «Аль-Хадат», также было ранено 3000 боевиков, и 2000 дезертировали после гибели главы группировки Хасана Насраллы. По данным ливанских властей, с октября 2023 по 18 февраля 2025 года в стране погибло 3823 человека, большинство из них после 30 сентября 2024 года. В Израиле погибло около 82 солдат и 47 мирных жителей.
22 марта 2025 года Израиль возобновил боевые действия против «Хезболлы» в ответ на обстрел израильской территории со стороны Ливана.
В мае 2025 года в результате переговоров с США ливанские власти начали кампанию давления на «Хезболлу». В аэропорту Бейрута уволены сотрудники, обеспечивавшие контрабанду оружия из Ирана, на юге страны армия занимается ликвидацией арсеналов «Хезболлы».

## Конфликт с хуситами

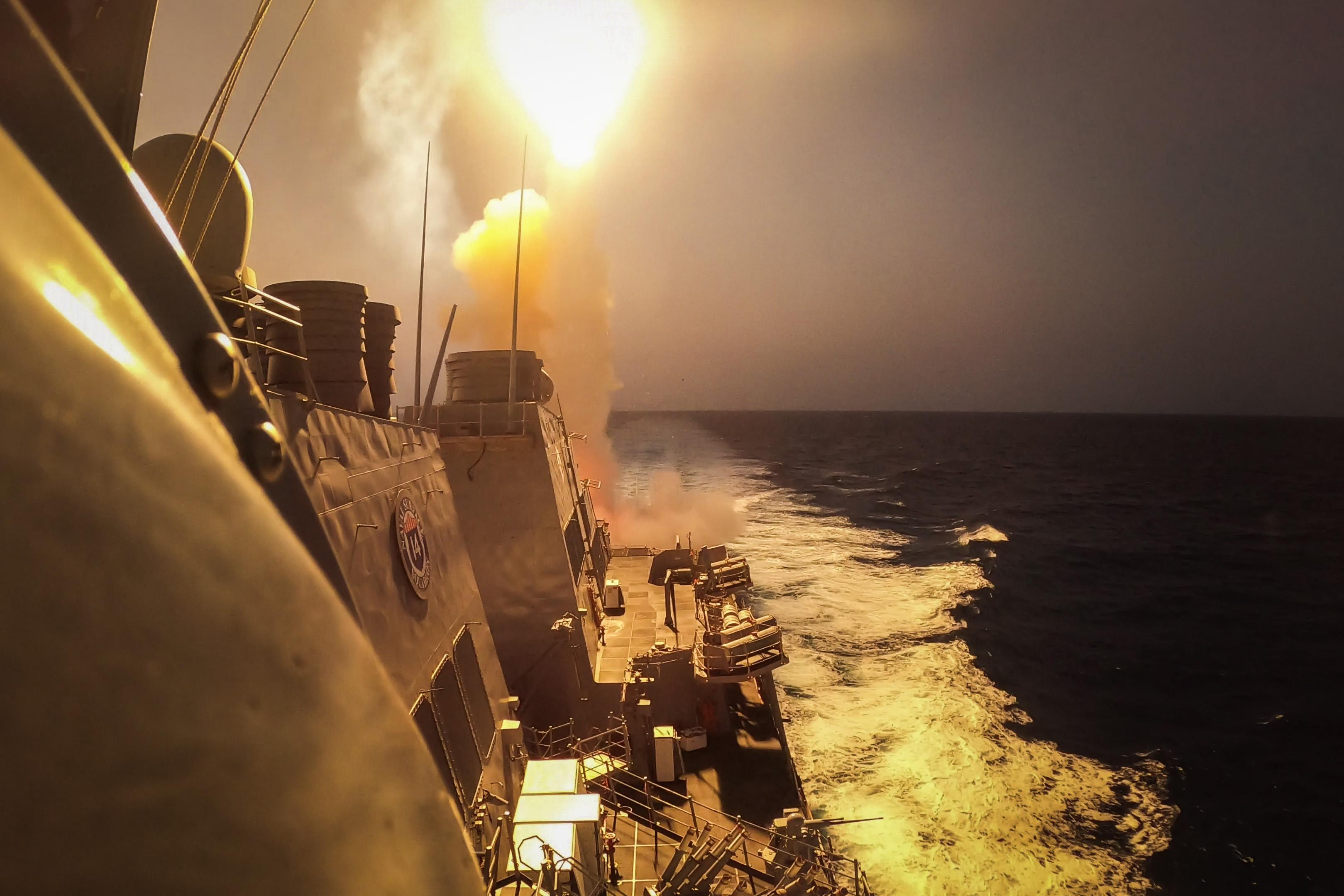
Эсминец USS Carney сбивает хуситские ракеты

19 октября 2023 года ранее захватившие власть в Йемене исламистская группировка хуситы вступили в войну на стороне ХАМАС. Они систематически запускают в направлении территории Израиля крылатые и баллистические ракеты, а также дроны. Почти все эти атаки успешно пресекаются ПВО Израиля и его союзников, а также ПВО Саудовской Аравии и Иордании. Территории Израиля достигли единичные экземпляры, но заметного ущерба не нанесли. Наиболее проблемным стал удар по Тель-Авиву 21 декабря 2024 года, в результате которого было ранено 16 человек. 4 мая 2025 года баллистическая ракета, запущенная хуситами, взорвалась рядом с аэропортом имени Бен-Гуриона.
31 октября 2023 года израильская противоракетная система «Хец» сбила баллистическую ракету, запущенную хуситами, это стало первым в истории случаем успешного боевого перехвата в космическом пространстве.
19 ноября 2023 года хуситы заявили о намерении атаковать любые израильские суда в Красном море — как с флагом Израиля, так и принадлежащие или эксплуатируемые израильскими компаниями. С того времени хуситы систематически атакуют ракетами, топят и захватывают различные суда, проходящие через Баб-эль-Мандебский пролив. На 18 апреля 2025 года они потопили два торговых судна, захватили ещё одно и убили четырёх членов экипажа.
Действия хуситов привели к тому, что большинство мировых судовладельцев перенаправили торговые суда из Азии в Средиземное море вокруг Африки. Совет Безопасности ООН с января 2024 по январь 2025 года принял три резолюции с осуждением агрессии хуситов в Красном море и требованиями прекратить нападения и вернуть захваченное судно «Гэлакси лидер» и его экипаж.

Карта ударов по объектам хуситов в январе 2024 года

С 12 января 2024 года США и их союзники по коалиции проводят систематические бомбардировки и обстрелы ракетами объектов хуситов на территории Йемена. Начиная с 20 июля 2024 года израильские ВВС также провели ряд бомбардировок объектов хуситов на территории Йемена, в первую очередь крупнейшего порта Ходейда. 26 декабря израильская авиация нанесла удар по международному аэропорту Саны, 31 декабря атаки на военные объекты хуситов провели США, а 5 января 2025 года йеменский город Саада бомбили США и Великобритания.
22 января 2025 года президент США Дональд Трамп подписал указ о признании хуситов террористической организацией, а начиная с 15 марта 2025 года, для обеспечения свободы судоходства в Красном море, по его приказу, американские силы снова начали наносить авиаудары по позициям хуситов в Йемене. По данным госсекретаря США Марко Рубио, за 18 месяцев хуситы нанесли более 170 ударов по американским военным кораблям и 145 раз атаковали коммерческие суда. Хуситы заявили, что с середины марта 2025 года за месяц провели почти 80 операций с использованием около 170 ракет и беспилотников, включая 30 атак на американский авианосец USS Harry S Truman и 26 атак на Израиль. 18 апреля США нанесли удар по нефтяному терминалу в порту «Рас-Иса» на побережье Красного моря. В результате погибло не менее 74 человек и 171 были ранены.
7 мая 2025 года президент США Дональд Трамп заявил, что хуситы капитулировали и более не будут атаковать суда в Красном море. В ответ США прекращают бомбардировки хуситов. Сами хуситы заявили, что позиция в отношении Газы и поддержки палестинцев не изменилась. При посредничестве Омана стороны договорились, что «в будущем ни одна из сторон не будет атаковать другую, включая американские суда, в Красном море и Баб-эль-Мандебском проливе, обеспечивая свободу навигации и беспрепятственное движение международных коммерческих судов». С ноября 2023 года по январь 2025 года хуситы атаковали более 100 торговых судов, потопив два из них и убив четырех моряков.
Поскольку обстрелы Израиля со стороны хуситов продолжились, 10 июня 2025 года израильские ВМС нанесли удар по сооружениям порта Ходейда. 14 июня ВВС Израиля нанесли авиаудар по штаб-квартире военного командования хуситов в Сане. Вероятной жертвой атаки стал генерал Мухаммад аль-Гамари.

## Конфликт с Ираном
После Исламской революции в Иране Иран занял резко враждебную позицию по отношению к Израилю, разорвал с ним дипломатические отношения и начал против Израиля прокси-войну. Конфликт обострился из-за попыток Израиля остановить иранскую ядерную программу и конфронтации во время гражданской войны в Сирии. В апреле 2024 года ирано-израильский прокси-конфликт перерос в прямое столкновение вооружённых сил двух стран.
До этого, 23 декабря 2023 года, израильским авиаударом вблизи Дамаска был убит военный советник Корпуса стражей Исламской революции Сейед Рази Мусави, который был основным представителем Ирана в Сирии. В ответ Иран 15 января 2024 года атаковал баллистическими ракетами строящееся американское посольство и предполагаемую резидентуру израильской разведки Моссад в Эрбиле на территории Иракского Курдистана.

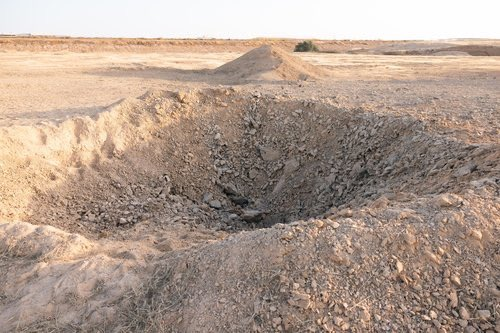
Воронка от иранской ракеты на израильской авиабазе Неватим

1 апреля 2024 года авиаудар ВВС Израиля уничтожил здание иранского консульства в Дамаске. В результате погибло 7 иранских военных советников, включая двух генералов КСИР: командующего подразделением «Аль-Кудс» бригадного генерала Мохаммада Реза Захеди и его заместителя Мохаммада Хади Хаджи Рахими. 13 апреля 2024 года спецназ Ирана совершил захват в международных водах близ ОАЭ контейнеровоза MSC Aries, частично принадлежащего израильскому бизнесмену Эялю Оферу.
Вечером 13 апреля Иран запустил в сторону Израиля несколько сотен беспилотников Shahed 136 и баллистических ракет в несколько волн с территорий Ирана, Ливана и Ирака. Почти все ракеты и беспилотники были сбиты ПВО Израиля, его союзников и Иордании. Обстрел не причинил серьёзного ущерба. 19 апреля была атакована дронами иранская авиабаза в Исфахане, при этом дроны были запущены с территории самого Ирана. Израиль не взял на себя ответственность за этот удар, ущерба он также не нанёс.
Следующий удар Ирана по Израилю был нанесён вечером 1 октября 2024 года в качестве мести за гибель Хасана Насраллы. В ходе удара были использованы более 180 баллистических ракет, атаковавших цели по всей территории Израиля. В результате погиб один палестинец и несколько израильтян получили травмы. Гражданская инфраструктура понесла ущерб. Ответный удар Израиля последовал 26 октября 2024 года. Целями крупного авианалета были предприятия по производству ракет и ракетные комплексы класса «земля-воздух». Среди прочего, под обстрел попали несколько военных баз в районе Тегерана и командный пункт Корпуса стражей исламской революции. Израиль отчитался об уничтожении иранской ПВО, Иран заявил о минимальном ущербе.

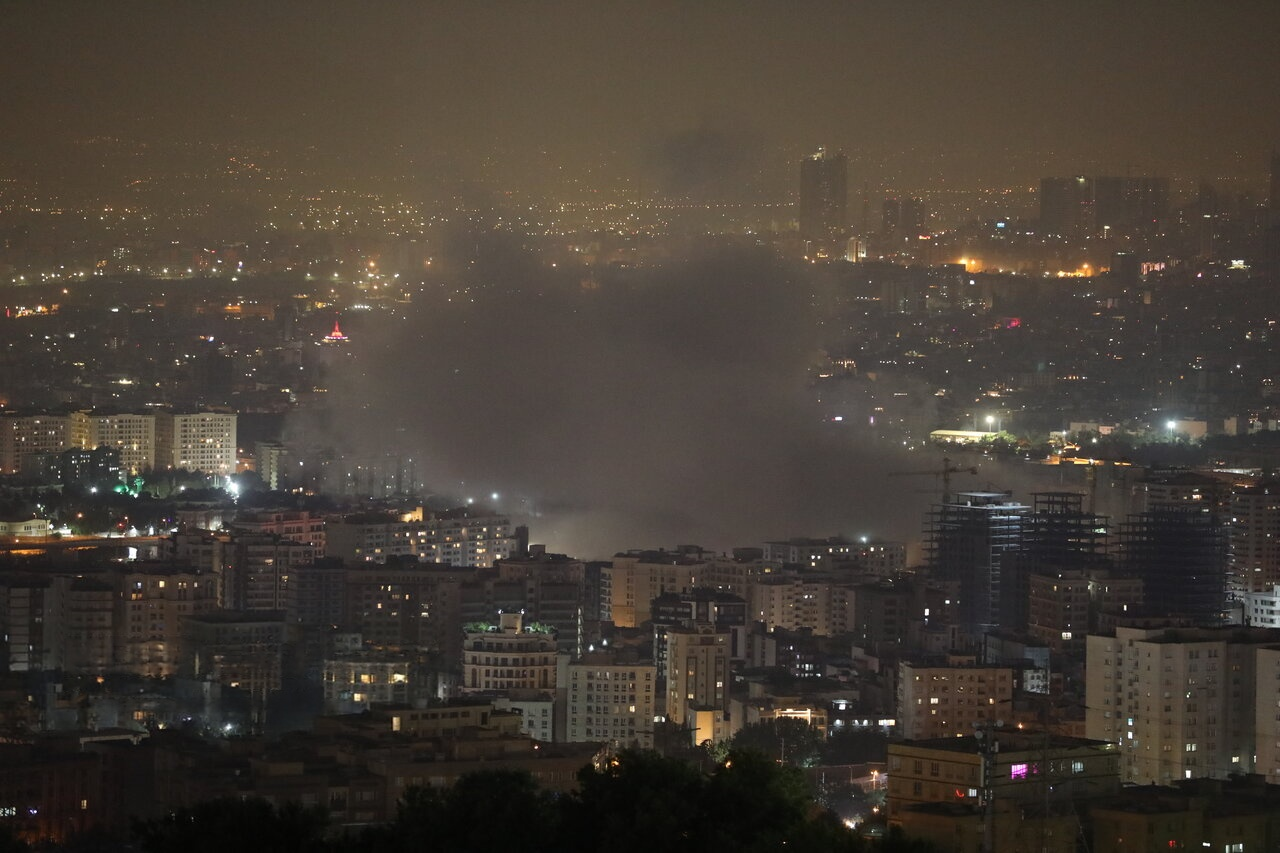
Израильская атака на Тегеран 13 июня 2025 г.

13 июня 2025 года ВВС Израиля начали крупномасштабную атаку на Иран, нацеленную на иранские ядерные объекты и военную инфраструктуру. В результате атаки погибли несколько высокопоставленных иранских военных, включая генералов Хоссейна Салами и Мохаммада Багери, а также учёные-ядерщики Фереидун Аббаси-Давани и Мохаммад Мехди Тегеранчи. В тот же день Иран провёл широкомасштабную ответную атаку, задействовав более 150 баллистических ракет и более 100 беспилотников по целям по всему Израилю. Обмен ракетными ударами продолжился до 24 июня.
22 июня 2025 года в ирано-израильскую войну вступили США, атаковав ядерные объекты на территории Исламской Республики. 24 июня с помощью посредников было достигнуто соглашение о прекращении боевых действий между Ираном и Израилем.
В результате иранских обстрелов в Израиле погибло 28 человек, и свыше 3000 пострадали. 27 убитых в результате обстрелов — гражданские лица, и один — солдат, который находился в отпуске. В Иране, по данным Human Rights Activists in Iran (HRAI), погибло 1190 человек, и 4475 были ранены. По официальным иранским данным, в стране погибло 1060 человек, а количество раненых составило 4870 человек. По итогам войны военная инфраструктура Ирана понесла серьёзный ущерб. Ядерная программа страны была отброшена назад — по разным оценкам, на срок от нескольких месяцев до нескольких лет.

## Конфликт в Сирии

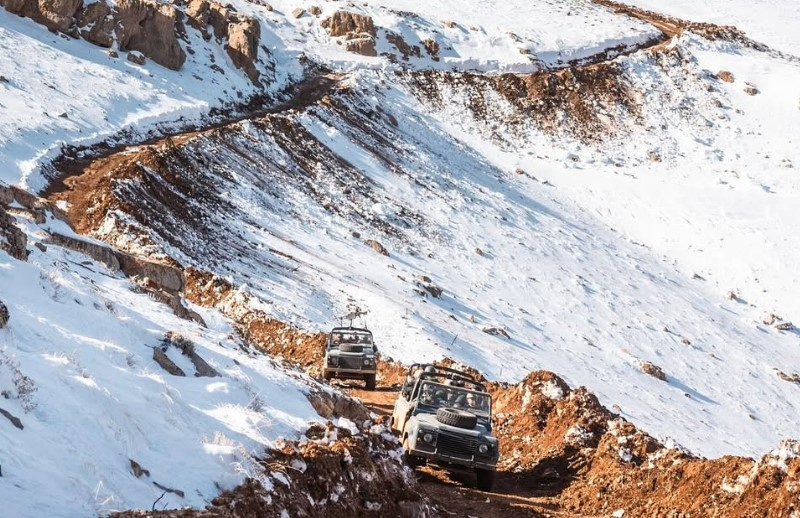
Израильское спецподразделение Шальдаг на сирийской стороне горы Хермон

Сирия при Башаре Асаде была одним из важнейших союзников Ирана; её территория использовалась для снабжения и вооружения «Хезболлы». Израиль систематически наносил авиаудары по иранской инфраструктуре в Сирии. 8 сентября 2024 года израильские спецподразделения совершили налёт на подземный объект по производству ракет в филиале Сирийского научно-исследовательского центра (SSRC) недалеко от Масьяфа на северо-западе страны, уничтожив этот завод.
В результате свержения оппозиционными силами режима Асада с 27 ноября по 8 декабря 2024 года иранская «ось сопротивления» оказалась существенно подорвана. К власти в Сирии пришла протурецкая исламистская группировка «Хайят Тахрир аш-Шам». Пользуясь вакуумом власти в стране, Израиль уничтожил существенную часть сирийской военной техники и складов вооружения, которые использовались в том числе для снабжения «Хезболлы» в Ливане, а иранские военные покинули Сирию. 8 декабря 2024 года израильские войска заняли буферную зону на Голанских высотах, установленную соглашением 1974 года. 
Помимо внутрисирийских конфликтов, включая резню алавитов со стороны правительственных сил и напряжённые отношения с Израилем, 17-18 марта 2025 года на сирийско-ливанской границе прошли вооруженные столкновения между правительственными войсками Сирии и боевиками «Хезболлы» с использованием тяжёлого вооружения. Этот конфликт отражает противоречия между суннитской группировкой «Хайят Тахрир аш-Шам», которую поддерживает Турция, и шиитами, к которым относятся сирийские алавиты, ливанская «Хезболла» и Иран.
В конце апреля 2025 года в пригороде Дамаска Джарамане и в провинции Эс-Сувайда на юге Сирии, населённых друзами, прошли вооружённые столкновения с проправительственными суннитскими группировками. По утверждению Сирийского центра мониторинга за соблюдением прав человека, в ходе боевых действий погибло более 100 человек. В ответ на просьбу о защите со стороны сирийских друзов, поддержанную израильскими друзами, Израиль 2 мая нанёс серию воздушных ударов по территории Сирии, включая один удар рядом с президентским дворцом в качестве предупреждения против расширения атаки на друзов.
С 14 июля 2025 года ВВС Израиля вновь наносят авиаудары по территории Сирии в ответ на продолжающийся конфликт Дамаска с друзами.

## Столкновения на Западном берегу Иордана

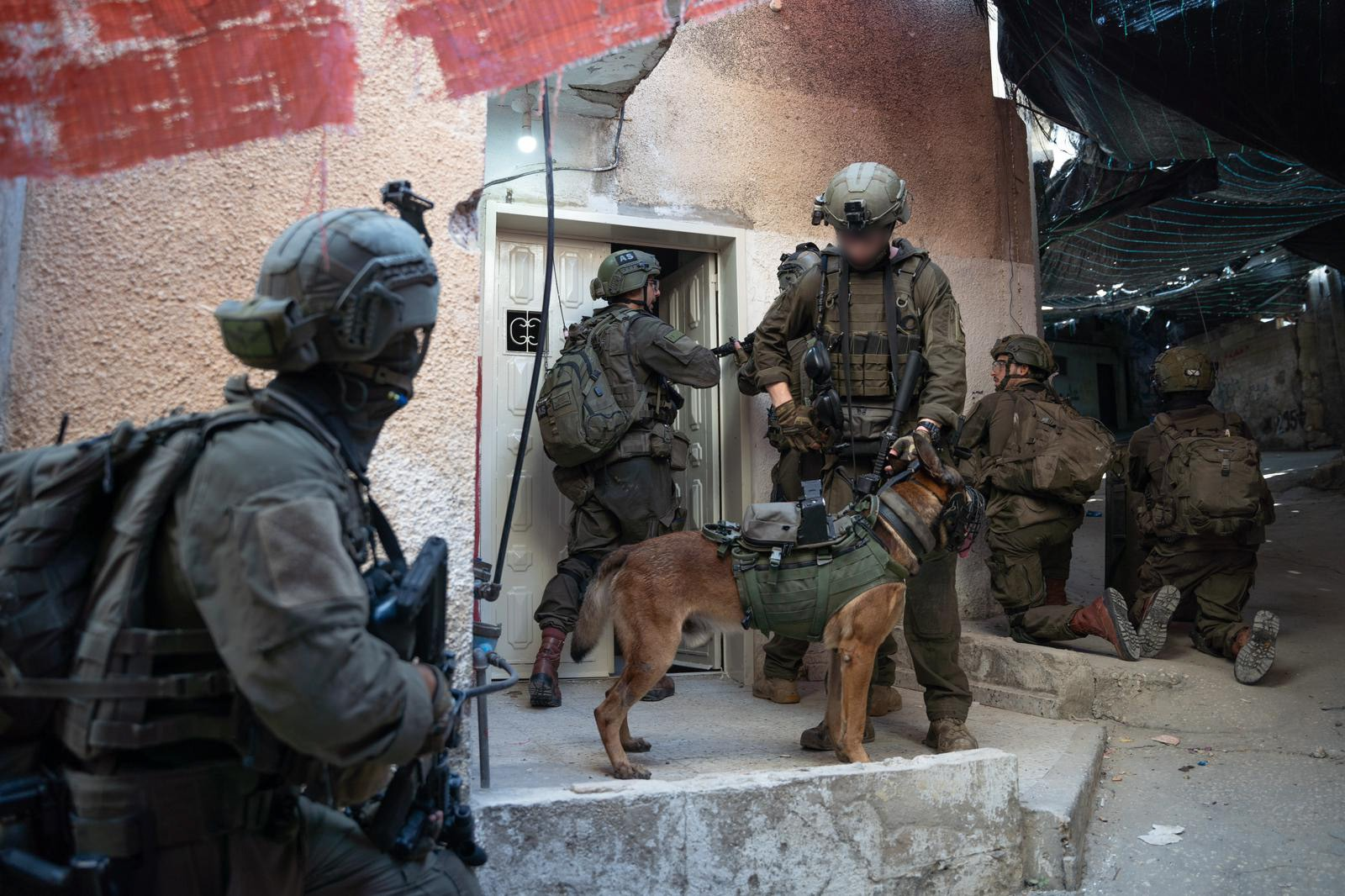
Израильская армия в Дженине. 2 сентября 2024

После 7 октября 2023 года Армия обороны Израиля усилила действия на Западном берегу Иордана. Рейды против боевиков ХАМАС и других палестинских организаций проводились почти ежедневно, в основном на севере региона. Впервые со времени второй интифады на этой территории использовались удары военной авиации. Крупнейшая за 20 лет военная операция в городах Дженин, Тулькарм, Наблус и Тубас, а также в близлежащих лагерях беженцев была проведена израильской армией в конце августа — начале сентября 2024 года. К октябрю 2024 года на этой территории в результате вооруженного сопротивления армии было убито 738 человек, задержано более 5000. От рук террористов за это же время погибли 47 израильтян.
В январе 2025 года Израиль начал новую крупную военную операцию на Западном берегу Иордана.